# Rutuls
Os Rutuls (também chamados Rutulianos caucasianos ou  Rutulos caucasianos) são um grupo étnico autóctone do Cáucaso. Eles vivem principalmente no sul do Daguestão e norte do Azerbaijão. Possuem um idioma próprio (o rutul). São bastante conhecidos pelos russos por terem resistido à conquista russa por mais da metade do século XIX. 

## Dados acerca dos  Rutuls
População total: cerca de 55.000 
População residente na Rússia: 35.240 (censo de 2010)
População residente no Azerbaijão: 17.000 - 20.000
Línguas faladas: rutul, russo
Religião: islamismo sunita. 